# 上武佐駅

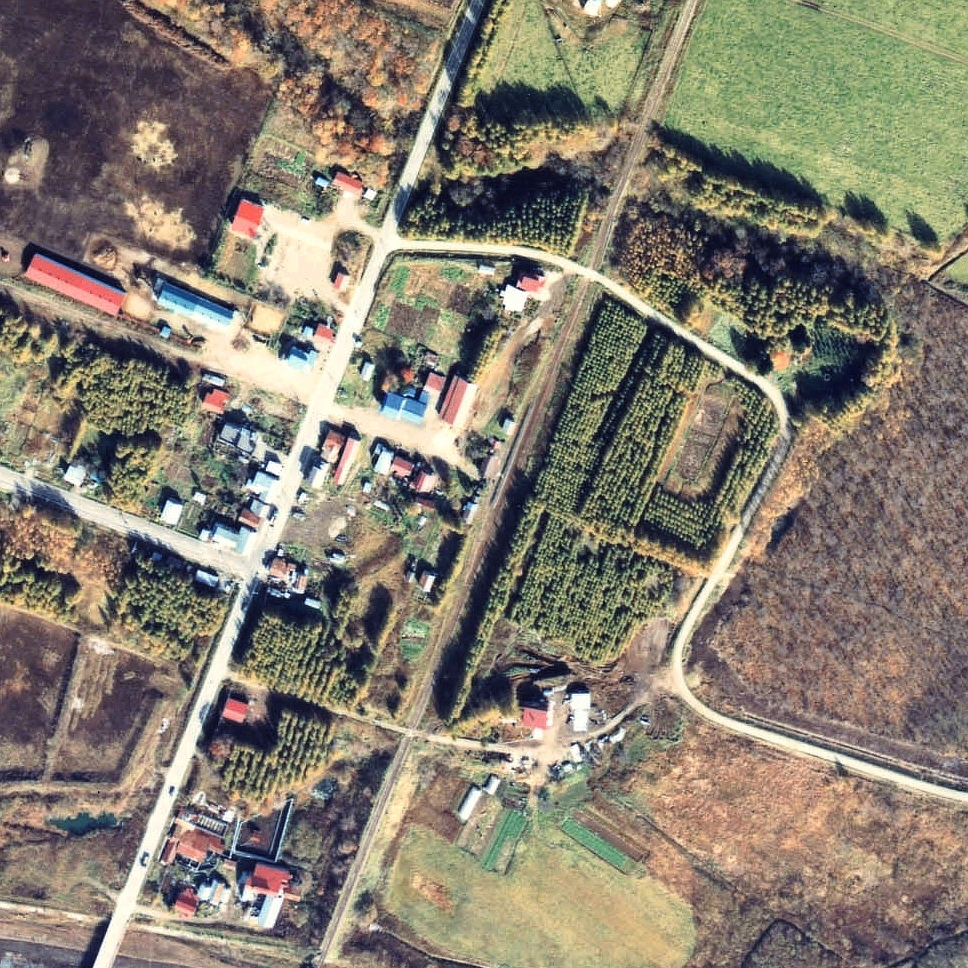
1977年の上武佐駅と周囲約500m範囲。上が根室標津方面。駅横中標津側の民家の庭先に、ここで90°に曲がって左中央の道路脇を走っていた殖民軌道の路盤跡が僅かに確認できる。

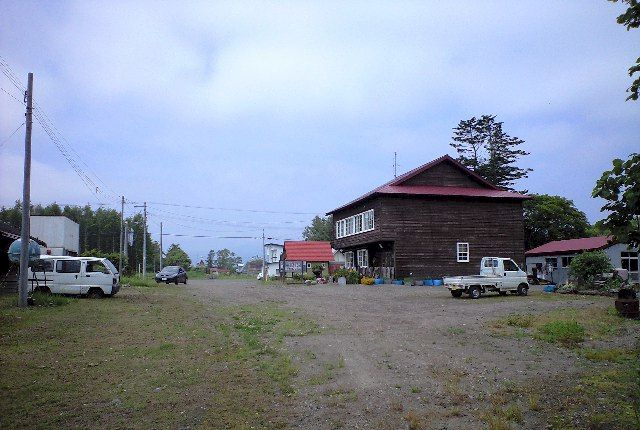
現在の駅前

上武佐駅（かみむさえき）は、北海道標津郡中標津町字武佐にかつて存在した、北海道旅客鉄道（JR北海道）標津線の駅（廃駅）である。電報略号は、カム。事務管理コードは▲111706。

## 歴史
- 1937年（昭和12年）10月30日：国有鉄道（標津線）の駅として開業[1]。一般駅[1]。
- 1959年（昭和34年）4月1日：民間に業務委託化[3][4]。当幌駅・奥行臼駅とともに釧路鉄道管理局管内初の業務委託駅となる[5]。
- 1980年（昭和55年）
  - 3月15日：同日公開の日本映画『遙かなる山の呼び声』に登場。
  - 4月30日：貨物の取り扱いを廃止[1]。
- 1984年（昭和59年）2月1日：荷物の取り扱いを廃止[1]。
- 1986年（昭和61年）11月1日：無人駅化[6]。
- 1987年（昭和62年）4月1日：国鉄分割民営化により、JR北海道に継承[1]。
- 1989年（平成元年）4月30日：標津線の全線廃止に伴い、廃駅となる[1]。

### 駅名の由来
標津川支流武佐川の上流にあることから「上」を冠した。
「武佐」はアイヌ語の「モサ（mosa）」が由来とされるが、はっきりしない。アイヌ語研究者のジョン・バチェラーは、「モサ」「モセ」「ムセ」を「イラクサ」の意としており、武佐も同由来と考えられている。なお、アイヌ文化ではイラクサの皮から繊維を取り出し「レタルペ」という着物を作っていた。

## 駅の構造
廃止時点で、単式1面1線のホームを有した。
貨物及び荷物取り扱い廃止までは、島状の単式1面1線のホームを有し、駅舎とホームとの間に根室標津側から貨物積降線1本が引き入れられていた。
駅舎は構内西側（中標津方面に向かって右側）の中標津側寄りにあって地面に直接建てられ、駅舎とホーム中標津寄りの階段が連絡していた。駅舎横の根室標津側には、貨物積降場があった。荷物及び貨物取り扱い廃止後は、貨物積降線が撤去された。
また、1944年から1954年まで、駅舎北側の貨物積降場に接して駅前を横切って中標津町開陽まで通じる、殖民軌道根室線（標津線開通後の残存部から駅前まで引き直し）の停車場が置かれていた。

## 利用状況
乗車人員の推移は以下のとおり。年間の値のみ判明している年については、当該年度の日数で除した値を括弧書きで1日平均欄に示す。乗降人員のみが判明している場合は、1/2した値を括弧書きで記した。
| 年度               | 乗車人員 | 乗車人員 | 出典  | 備考 |
| 年度               | 年間     | 1日平均  | 出典  | 備考 |
| ------------------ | -------- | -------- | ----- | ---- |
| 1978年（昭和53年） |          | 32       | [ 9 ] |      |

## 駅周辺
- 阿寒バス「上武佐」停留所

## 現状

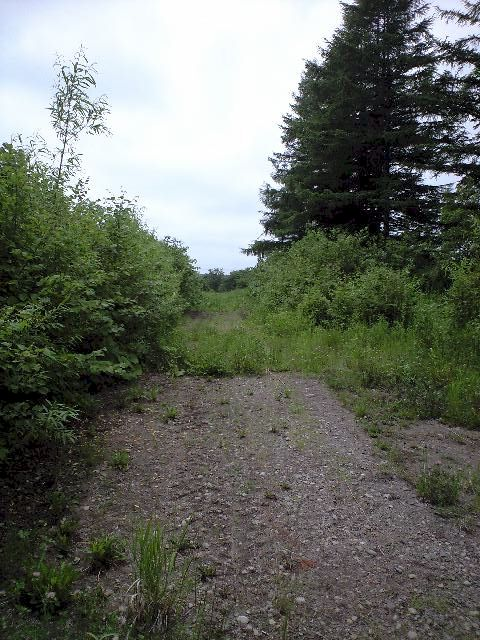
駅構内跡（ホーム跡）

駅前には、映画『遙かなる山の呼び声』の撮影ロケ地であったことを示す、中標津町が設置した標柱と、同映画の宣伝看板が設置されている。また、駅跡付近の木には、ホーム上の高倉健と鈴木瑞穂、山田洋次の写真（打ち合わせ中の様子）が付された「上武佐駅跡」の標識が付けられている。

## 隣の駅
北海道旅客鉄道
標津線
中標津駅 - 上武佐駅 - 川北駅